# Manufacturing Data Systems Incorporated
Manufacturing Data Systems Incorporated (MDSI) war ein Unternehmen, das Systeme für die rechnerunterstützte NC-Programmierung (Computer-aided manufacturing, CAM), mit der die für numerisch gesteuerte Werkzeugmaschinen erforderlichen Programme einfacher und sicherer zu erstellen waren, entwickelte und vertrieb. Der Unternehmenserfolg basierte insbesondere auf der Entwicklung und Nutzung der Programmiersprache COMPACT II, die zunächst auf Time-Sharing-Computern eingesetzt wurde, wodurch hohe Investitionen der Anwender für die zu der Zeit extrem teuren Computer vermieden wurden.

## Geschichte
MDSI wurde am 1. Februar 1969 in Ann Arbor, Michigan (USA) von Chuck Hutchins, Bruce Nourse (beides Mitarbeiter von Comshare.inc (USA)), Kenneth R. Stephanz (CEO) und Urbanes van Bemden als Manufacturing Data Systems Inc. (MDSI), Ann Arbor, Michigan (USA) gegründet. Ziel war die Vermarktung und der Service der NC-Sprache Compact II zur maschinellen NC-Programmierung der NC-Werkzeugmaschinen. Der Start wurde unterstützt von Venture Capital der Morgenthaler & Associates in Cleveland. Der überwiegende Umsatz wurde zu Beginn durch die Programmierung über das Timesharing System generiert.
In den USA gab es 1969 etwa 55 unterschiedliche NC Programmiersysteme, etwa 44 in Europa. 1979 hatte MDSI etwa 76 % Marktanteil in den USA erreicht. Der Marketing-Slogan war: faster, easier, better, cheaper.
Nach dem Start 1969 (4 Mitarbeiter) hatte MDSI 1979 weltweit etwas über 1000 Beschäftigte und Niederlassungen in Canada, England, Frankreich, Deutschland, Schweiz, Schweden und Japan. Umsatz war 1969 zu Beginn $1,6 Mio, 12 Jahre später, beim Verkauf an Schlumberger N.V. waren es $210 Mio.
1981 wurde die MDSI Inc. inklusive aller weltweiten Niederlassungen von Schlumberger limited übernommen. 1982 übernahm Schlumberger zusätzlich die Applicon (Burlington, USA), einen damals weltweit führenden Anbieter von CAD-Systemen (Computer Aided Design). Beide Unternehmen, MDSI und Applicon, wurden im Handelsregister getrennt geführt. Das Management (Geschäftsführung, Technik und Administration) wurde in Deutschland aber personell und organisatorisch zusammengelegt.
1985 wurden MDSI und Applicon unter dem Namen Schlumberger Technologies, CAD/CAM Division, zu einem Unternehmen zusammengeschlossen. Ziel war es, die verschiedenen CAD- und CAM-Applikationen zu einem Produkt zu verschmelzen. Es wurden weitere Niederlassungen in Hamburg, Düsseldorf, Stuttgart und München gegründet (München war vorher Sitz der Applicon Deutschland GmbH). Der Produktname der CAD/CAM-Software war BRAVO3 (CAD+CAE+CAM). Der Name MDSI wurde von Schlumberger Inc. weder als Produktlabel noch im Handelsregister weitergeführt.
Im Juni 2018 feierten ehemalige Mitarbeiter das 50-jährige Jubiläum in Ann Arbor mit den Mitbegründern Charles Hutchins, Ken Stephanz, Bruce Nourse, Urbanes (Van) Van Bemden und vielen anderen MDSI-Alumni aus den USA, Europa und Japan.

## Vertrieb und Service
Die Anwendung der NC Sprache Compact II über das Timesharing-Verfahren erlaubte eine Demonstration der Software direkt bei den potentiellen Kunden mit Hilfe eines mobilen Modems (Akustik-Koppler 110 baud), und eines Teletype-Gerätes ASR 33 (Drucker mit Lochstreifenstanzer). Diese Online-Demonstration der Erstellung des NC-Lochstreifens, der für die Steuerung der NC-Maschinen benötigt wurde, ist von einem Applikations-Ingenieur (pre-sales) vorgenommen worden. Ein Online-Plotter zeichnete zur Kontrolle direkt die Teilegeometrie und die Verfahrwege der Werkzeuge auf.
MDSI bot den Kunden durch die Applikationsingenieure (post-sales) einen direkten kostenlosen Service vor Ort an, um sie bei der Einführung und Anwendung zu unterstützen. Durch die Möglichkeiten, überall weltweit die komplette Kommunikation über das Timesharing-System (Telefon plus Akustik-Koppler) zu führen, konnten die Mitarbeiter von zu Hause aus arbeiten (Homeoffice) und zusätzlich die Kunden intensiv betreuen. Diese Kommunikation enthielt auch ein weltweit verfügbares E-Mail System für die MDSI-Mitarbeiter, lange bevor das Internet etabliert wurde.

## MDSI Manufacturing Data Systems International (Deutschland) GmbH
Die MDSI Manufacturing Data Systems International (Deutschland) GmbH war ein Tochterunternehmen der Manufacturing Data Systems Inc. (MDSI)

### Geschichte
MDSI Manufacturing Data Systems International (Deutschland) GmbH (hier im Weiteren als „MDSI Deutschland“) bezeichnet, wurde am 2. Oktober 1975 in Frankfurt a. M. in das Handelsregister (HRB 15029) eingetragen. Die ersten Geschäftsführer waren P. Kopecky und J.Selig.
Zur Festinstallation der Übertragung im Timesharing-Verfahren in Deutschland wurde dann ein Modem D1200 der Bundespost installiert. Am Anfang war der Einwählknotenpunkt von Tymshare Inc. in Paris oder London. Erst Ende 1976 gab es einen Einwählknoten in Frankfurt a. M., später auch in den anderen größeren Städten. Die Kosten für das Timesharing betrugen pro CPU/Sekunde DM 1,35 und für die Anschlusszeit an den Rechner DM 35.-/Stunde. Hinzu kamen die Telefonkosten zu dem Einwählknoten

Zu den ersten Firmen in der Deutschland, die Compact II zur NC-Programmierung einsetzten, gehörten: Loedige, Wurster&Dietz, Behrens, Trumpf, Netzsch, Harting, Stahl, Roemheld, Bosch/Da, Schubert&Salzer, Hermle. 1981 hatte die MDSI Deutschland 35 Mitarbeiter und 150 Kunden, der Umsatz betrug 9 Millionen DM. Die Anzahl der Links (Postprozessoren) lag 1981 bei etwa 3000 zur Programmierung der NC- und CNC-Maschinen mit den unterschiedlichsten Steuerungen.
Die Softwareerstellung für den internationalen Markt erfolgte überwiegend im Headquarters der MDSI Inc. in Ann Arbor (USA), die deutsche Niederlassung in Frankfurt a. M. war für die lokale Anpassung, den Vertrieb und den Service (Pre- und Postsales) zuständig. Des Weiteren lieferte die deutsche Tochterfirma die Software-Spezifikationen für die Links (Postprozessoren) der unterstützten NC-Maschinen. Sie betrieb auch Konkurrenz-Evaluation um das Produkt dem deutschen Markt anzupassen.

### Produkte

#### Compact II

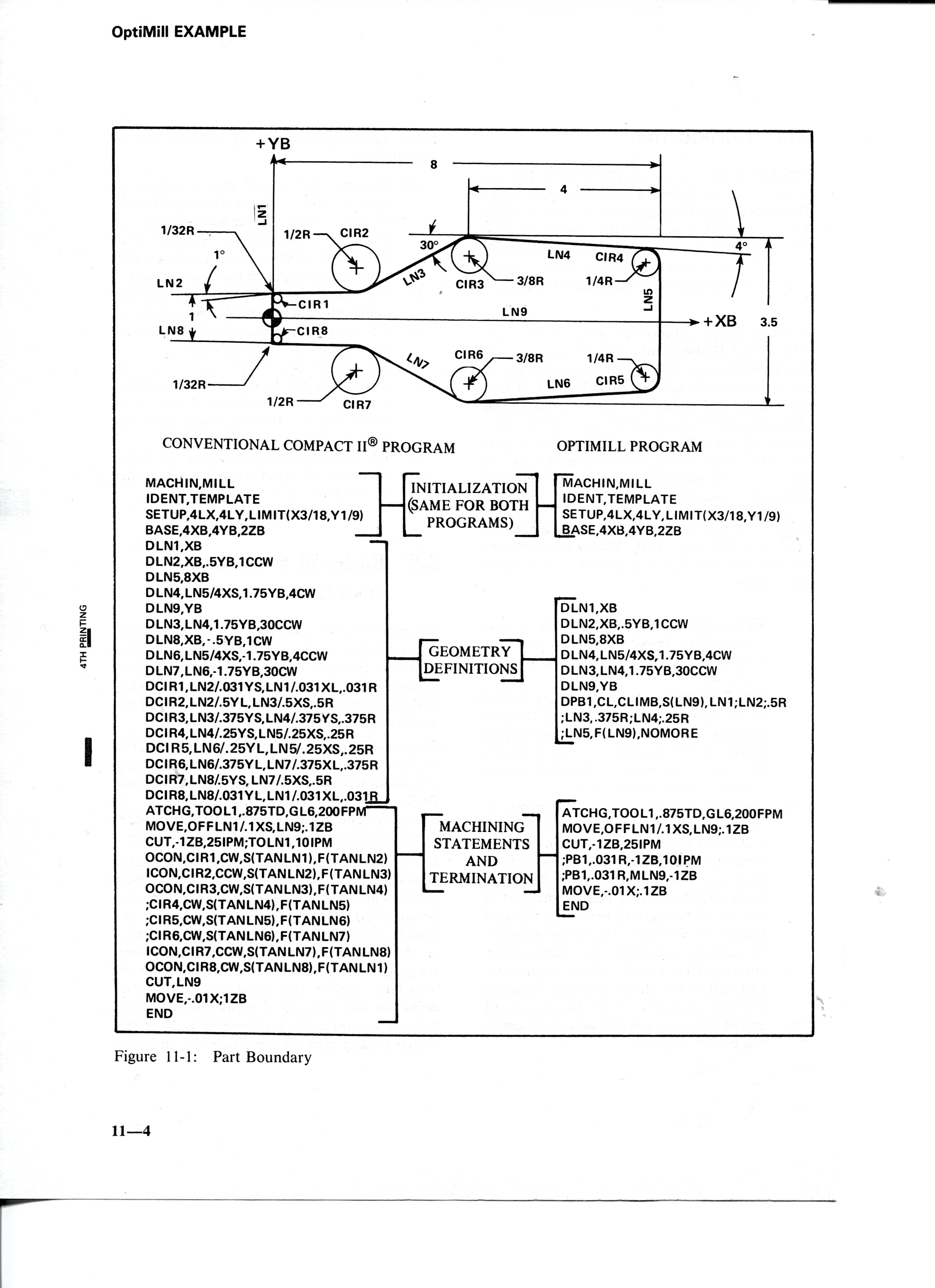
Code Compact II, Beispiel

Die Programmiersprache Compact II wurde in den USA in den Jahren 1967 bis 1969 von Chuck Hutchins, Bruce Nourse (beides Mitarbeiter von Comshare (USA)), als Comshares Program for Automatically Controlling Tools entwickelt. Am 1. Februar 1969 gründeten sie zusammen mit Kenneth R. Stephanz und Urbanes van Bemden die Manufacturing Data Systems Inc. (MDSI), Ann Arbor, Michigan (USA). Compact II wurde dann weiterentwickelt einschließlich einer Bibliothek für Postprozessoren (PP). Der innovative Charakter der Sprache beruhte unter anderem auf dem flexiblen Syntax, sodass die Wortreihenfolge frei gewählt werden konnte. Der Sprachumfang umfasste 343 Systemwörter. Diese unterschieden sich wesentlich von den strikten Syntaxregeln Automatically Programmed Tools (APT) -basierender Systeme. Compact II war auch die erste Programmiersprache, die interaktiv aufgebaut war und bei der die Postprozessoren direkt mit dem Hauptprogramm (Processor) verbunden waren, was eine direkte Anpassung an die maschinen- und steuerungspezifischen Parameter ermöglichte. Deshalb wurde für die Postprozessoren der Name „Link“ gewählt. Compact II wurde am Anfang ausschließlich über Timesharing vertrieben (Tymshare Inc und Comshare Inc). Die Rechner waren das Modell SDS 940 (später XDS-940) der Firma Xerox Data.

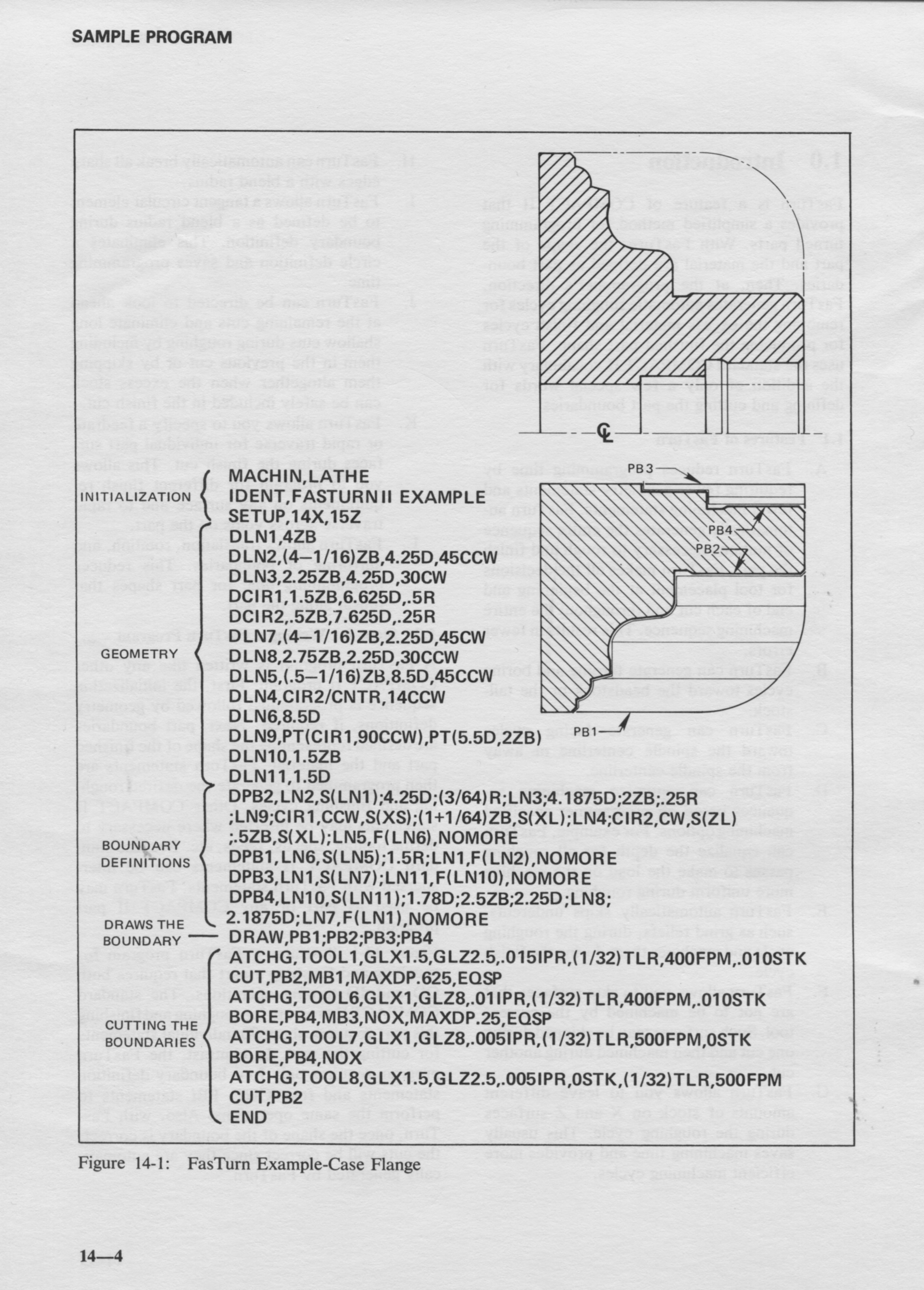

Zur Texterstellung wurde der QED (Quick Editor) verwendet. Die Ausgabe erfolgte über einen Lochstreifenstanzer.
Ab 1972 wurde Compact II auch auf Inhouse-Midi-Rechner wie Data General (Eclipse) und Digital Equipment Corporation (PDP-11) angeboten. Hauptmitbewerber war für die Inhouse-Lösungen die Programmiersprache EXAPT „EXtended Subset of APT“.
Ab 1980 wurde der wirtschaftliche Einsatz der NC Programmierung über das Timesharing-System immer schwieriger, da die Konkurrenz durch Inhouse-Systemes (PC), deutlich zunahm. Zusätzlich zum Kostendruck wurden die neuen NC-Steuerungen (CNC) mit immer mehr Rechnerleistung und internen Programmen (wie CNC-Zyklen) eingesetzt. Dies ermöglichte die NC-Programmierung und vor allem Änderungen direkt an der NC-Maschine ( WoP, „Werkstatt orientierte Programmierung“). Dies galt insbesondere für geometrisch einfache Dreh- und Bohrteile.

#### COMDRAW
1973 wurde ein 2-D CAD Programm entwickelt, unter dem Namen COMDRAW, das sich aber gegen die schon eingeführten CAD-Anbieter wie Computervision, Applicon, Intergraph u. a. nicht am Markt durchsetzen konnte.

#### NC Graphics
Erfolgreicher war die Einführung und Vermarktung 1984 einer graphischen Möglichkeit der NC Programmierung unter dem Namen NC-Graphics, die über eine graphische Eingabe verfügte. NC-Graphics erzeugte einen Compact II Code, sodass der bestehende Compact II Processor mit den Links (PP) weiterhin eingesetzt werden konnte.
Diese Version wurde nach dem Zusammenschluss mit Applicon 1985 weiterhin als selbständiges NC Programmiersystem bis 1999 vertrieben, sie war auch die CAM-Schnittstelle zum CAD System der Firma Applicon.

#### ST-1 (MDSI 150)
Ab 1976 wurde das ST-1 (später MDSI 150) angeboten, ein auf dem Intel 8080 Micro-Processor basierendes NC-Terminal, das zur manuellen (offline) Erstellung und Änderung der NC Lochstreifen entwickelt wurde. Die Software dazu war der schon auf den Timesharing Systemen verfügbare QED (Quick Editor).

#### Equinox
1984 wurde das letzte Produkt von MDSI eingeführt. EQINOX war der Marketingname für eine Reihe integrierter Softwareanwendungen, darunter

a. NC Graphics (COMPACT II und die gesamte Link-Bibliothek mit grafischer Benutzeroberfläche),

b. DRAFT (eine 2D-Zeichnungsanwendung),

c. GEometric Modeler (GEM) (ein 3D-Drahtmodell und Oberflächenmodellierer),

d. SFM (ein Werkzeugweggenerator für die Bearbeitung einzelner Oberflächen, die NC-maschinenneutrale Ausgabedateien wurden in COMPACT II-Quellprogramme zur Verarbeitung mit der Werkzeugmaschine Link eingefügt).

e. FAB (eine 3D-Blechkonstruktions-, Entfaltungs- und NC-Stanzpressen-Programmieranwendung ).
EQINOX lief auf 32-Bit-VAX / VMS (einschließlich der von Applicon geschützten VAX-basierten Systeme) und auf Sun / Sun-OS-Workstations. Es war auch auf dem 16-Bit-PC von Texas Instruments (TI) verfügbar, einer Intel 8080-CPU, auf der das Betriebssystem CPM-86 mit TI-proprietären Grafiken ausgeführt wird.
MacIntosh-Versionen von DRAFT und GEM (mit einer Apple-ähnlichen Benutzeroberfläche) wurden ebenfalls veröffentlicht und unter dem Produktnamen „MacBravo!“.
Kurz nach der Einführung von EQINOX wurden die Geschäftsbereiche MDSI und Applicon zusammengelegt zu Schlumberger Technologies (1985) CAD / CAM Division. Die Applicon-Anwendungssoftware CAD/CAM wurde unter dem Produktnamen Bravo!, später Bravo 3 weitergeführt.